# Aponogeton angustifolius
Aponogeton angustifolius är en enhjärtbladig växtart som beskrevs av William Aiton. Aponogeton angustifolius ingår i släktet Aponogeton och familjen Aponogetonaceae. IUCN kategoriserar arten globalt som sårbar. Inga underarter finns listade.